# Nathan Petrelli
Nathan Petrelli és un personatge de ficció de la sèrie televisiva Herois interpretat per Adrian Pasdar. Aquest heroi té l'habilitat de volar.

## Història
Nathan Petrelli és advocat i ara és candidat al congrés dels Estats Units. La seva campanya és molt agitada a causa dels problemes amb el seu germà Peter Petrelli i la seva inconscient mare. Manté connexions amb la màfia i amb un home anomenat Linderman. Té dos fills i una dona que, a conseqüència d'un accident de cotxe, fa servir una cadira de rodes. Nathan és el pare biològic de Claire Bennet.

## Habilitats
Nathan, el germà més gran de la família Petrelli, amb el seu caràcter dur i independent, no vol parlar amb el seu germà de poders, especialment, sobre la seva habilitat de volar. Nathan no accepta la seva habilitat i es mostra incrèdul davant d'altres habilitats i futurs successos com la gran explosió de la qual parla el seu germà. Creu que tot això donarà mala imatge en la seva campanya electoral.